# Edmund Leopold de Rothschild
Edmund Leopold de Rothschild (London, 2. siječnja 1916. – Exbury, 17. siječnja 2009.), engleski bankar iz britanske loze bankarske obitelji Rothschild.
Rodio se kao drugo od četvero djece i najstariji sin u obitelji Lionela Nathana de Rothschilda (1882. – 1942.) i Marie Louise Eugénie Beer (1892. – 1975.). Obrazovao se u školi Harrow i na koledžu Trinity u Cambridgeu. Nakon završetka školovanja 1937. godine, otac ga je poslao na putovanje oko svijeta o čemu je pisao 1949. godine u publikaciji Prozor na svijetu. Po povratku u Englesku 1939. godine, zaposlio se u obiteljskoj banci N M Rothschild & Sons, gdje je radio do izbijanja Drugog svjetskog rata, nakon čega se pridružio britanskim vojnicima u Francuskoj. Pred kraja rata imenovan je bojnikom u novoutemeljenoj "Židovskoj pješačkoj brigadi".
Nakon rata, postao je 1947. godine partner, a zatim 1955. godine aktivni partner u obiteljskoj banci, nakon što je njegov stric Anthony (1887. – 1961.) dobio snažni moždani udar. Godine 1960. postao je stariji partner, a predjsednik banke 1970. godine. Predvodio je transformaciju banke iz konzervativen obiteljske firme u suvremenu instituciju te rušenje stare zgrade banke na New Courtu i izgradnju nove zgrade na istom mjestu. Također je otvorio mogućnost ostvarenja partnerstva u banci i članovima koji nisu dio obitelji. Napustio je položaj predsjednika 1975. godine te je za novog predsjednika imenovan Victor Rothschild (1910. – 1990.), kojeg je poslije naslijedio Sir Evelyn de Rothschild (r. 1931.) na položaju predsjednika banke.

### Privatni život
Godine 1948. oženio je Elizabethu Edith Lentner (1923. – 1980.), s kojom je imao četvero djece:
1. Katherine Juliette (r. 1949.)
2. Nicholas David (r. 1951.)
3. David Lionel (r. 1955.) (blizanac)
4. Charlotte Henriette (r. 1955.) (blizankinja)

U privatnom životu bavio se humanitarnim radom, a poslije rata se posvetio obnovi vrtova Exbury u Hampshireu, koji su bili zapušteni poslije smrti njegova oca Lionela Nathana 1942. godine. Poslije obnove, otvoreni su za javnost 1955. godine.
Dvije godine poslije ženine smrti 1980. godine, oženio je Anne Harrison (dj. Kitching) (1921. – 2012.).